# حرب فلاغستاف
نشبت حرب فلاغستاف، المعروفة أيضًا باسم حرب هيك، وثورة هون هيك، وحرب الشمال، بين 11 مارس عام 1845 و11 يناير عام 1846 قرب خليج الجزر في نيوزيلندا. ما ميّز موقف هون هيك الصراع على نحو خاص، اذ تحدى سلطة البريطانيين بقطعه سارية العلم الذي كان موجودًا على تلة فلاغستاف (تلة مايكي) في كوروراكا (راسل حاليًا).
كانت سارية العلم هدية من هون هيك إلى جيمس بوسبي، وهو أول مستوطن بريطاني بتلك البلاد. شملت حرب الشمال العديد الأحداث الرئيسية، من بينها معركة كوروراكا في 11 مارس عام 1845، ومعركة بوكيتوتو في 8 مايو عام 1845، ومعركة أوهاياواي في 23 يونيو عام 1845، وحصار روابيكابيكا بيه في الفترة منذ 27 ديسمبر 1845 إلى 11 يناير عام 1846.

## الأسباب
أصبح توقيع معاهدة وايتانغي في 6 فبراير عام 1840 والصراع المحتمل بين الحكومة البريطانية وقبائل الماوري شبه حتمي. مثلت الاتفاقية في ظاهرها ذريعة للوجود البريطاني في نيوزيلندا.
عكست مع ذلك أفعال هون هيك وتي روكي كاويتي في عام 1844 الجدل الذي بدأ بعد توقيع المعاهدة. بقيت فحوى المعاهدة محل جدل، من حيث هل قصد موقعو الماوري نقل السيادة إلى التاج البريطاني أم أنهم حسبوا المعاهدة معنية بحفظ استقلالهم، مع ترك السلطة في بعض الأمور، الواردة في النسخة الماورية من المعاهدة، للبريطانيين؟ (يستمر الجدل حتى القرن الحادي والعشرين: محاكمة وايتانغي، تحقيق المحكمة الوطنية في تي باباريا أو تي راكي (واي 1040) المعني بفهم منظور كلا الطرفين الماوري والبريطاني إلى إعلان الاستقلال لعام 1835 ومعاهدة وايتانغي لعام 1840.)
أعلن ويليام هوبسون رسميًا، في 21 مايو 1840، ضم نيوزيلندا إلى التاج البريطاني، وفي العام التالي نقل العاصمة من راسل إلى أوكلاند على بعد نحو 200 كيلومتر (120) میل جنوب وايتانغي. في خليج الجزر، كان هون هيك، وهو واحد من الموقعين الأصليين للمعاهدة، غير راض عن نتيجة الاتفاق.
عارض هيك، من بين أمور أخرى، نقل العاصمة إلى أوكلاند. زاد الأمر سوءًا، فرض حاكم المجلس رسومًا جمركية على السلع التجارية الأساسية. اعتاد زيارة خليج الجزر، قبل فرض الرسوم، أكثر من 20 سفينة صيد للحيتان في نفس الوقت من السنة، ولكن الرسوم أدت إلى انخفاض حاد في عدد السفن التي تزور كوروراكا. تسبب هذا الانخفاض في خسارة كبيرة لنغابوهي، كما فقد هيك وابن عمه تيتوري (الفترة بين 1775 و1837) دخلًا يبلغ 5 جنيهات إسترلينية على كل سفينة تدخل خليج الجزر، وهو مبلغ كان يقسمه الأبناء إلى نصفين. تذمر كذلك بومار الثاني من عدم تحصيله للمدفوعات من السفن الأمريكية التي تصل إلى أوتويهو عبر الخليج من أوبوا.
استمع هون هيك ورئيس قبيلة نغابوهي بومار الثاني لكابتن ويليام مايهيو (القنصل الفعلي للولايات المتحدة منذ عام 1840) وغيره من الأمريكيين يتحدثون عن الثورة الناجحة للمستعمرات الأمريكية ضد إنجلترا بسبب الضرائب. حصل هيك على علم أمريكي من هنري جرین سميث وهو صاحب متجر فی واهابو، وخليفة مايهيو كقنصل فعلي. بعد أن قطع هيك سارية العلم البريطاني للمرة الثانية، حلقت النجوم والشرائط (أي العلم الأمريكي) فوق العارضة المنحوتة أعلى قارب الحرب خاصته.